# Kolliganahalli, Kanakapura
Kolliganahalli là một làng thuộc tehsil Kanakapura, huyện Ramanagara, bang Karnataka, Ấn Độ.